# Slověnice
Slověnice település Csehországban, a Benešovi járásban. Slověnice Radošovice, Divišov, Bílkovice és Libež településekkel határos. Lakosainak száma 49 fő (2024. január 1.).

## Népesség
A település lakosságának változását az alábbi diagram mutatja:
| Lakosok száma | 172  | 163  | 152  | 98   | 59   | 47   | 42   | 37   | 30   | 49   |
|               | 1869 | 1900 | 1921 | 1961 | 1980 | 2011 | 2016 | 2019 | 2021 | 2024 |